# Адміністративний устрій Печенізького району
Адміністративний устрій Печенізького району — адміністративно-територіальний поділ Печенізького району Харківської області на 1 селищну та 4 сільські ради, які об'єднують 11 населених пунктів та підпорядковані Печенізькій районній раді. Адміністративний центр — смт Печеніги.

## Список радПеченізького району
| № | Назва                       | Центр           | Населені пункти                                                   | Площа км² | Місце за площею | Населення (2001), чол. | Місце за населенням |
| - | --------------------------- | --------------- | ----------------------------------------------------------------- | --------- | --------------- | ---------------------- | ------------------- |
| 1 | Печенізька селищна рада     | смт Печеніги    | смт Печеніги c. Кицівка c. Приморське c. П'ятницьке               |           |                 |                        |                     |
| 2 | Артемівська сільська рада   | c. Артемівка    | c. Артемівка                                                      |           |                 |                        |                     |
| 3 | Борщівська сільська рада    | c. Борщова      | c. Борщова c. Ганнівка c. Гарашківка c. Гуслівка c. Першотравневе |           |                 |                        |                     |
| 4 | Мартівська сільська рада    | c. Мартове      | c. Мартове                                                        |           |                 |                        |                     |
| 5 | Новобурлуцька сільська рада | c. Новий Бурлук | c. Новий Бурлук                                                   |           |                 |                        |                     |

* Примітки: м. — місто, с-ще — селище, смт — селище міського типу, с. — село